# Mauerkirchen (Meteorit)
Koordinaten: 48° 12′ 23″ N, 13° 8′ 16″ O

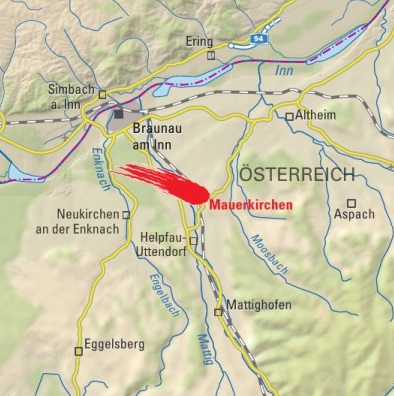
Meteoritenfall Mauerkirchen

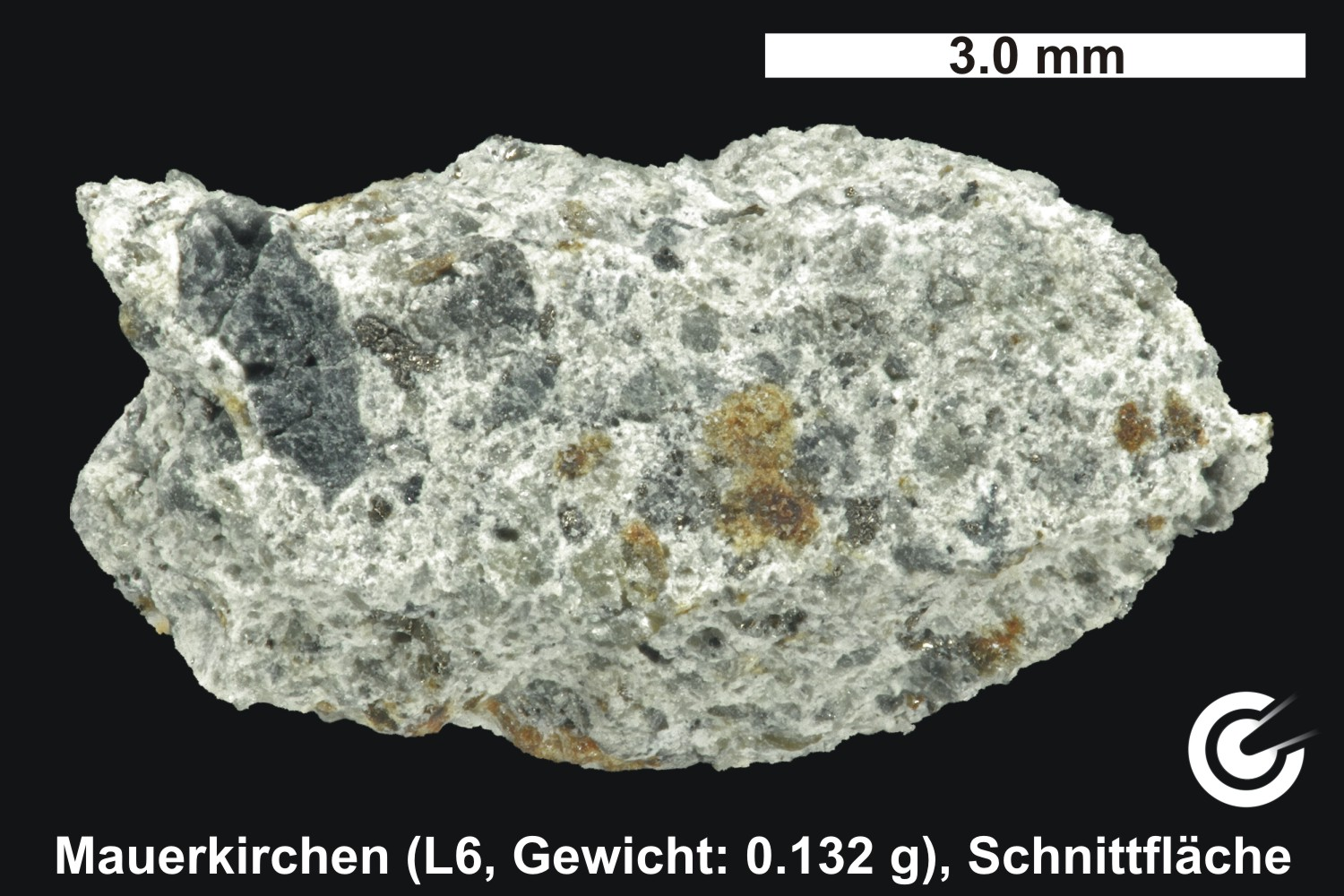
Detailansicht eines beim Sägen abgebrochenen Fragments des Meteoriten Mauerkirchen

Im Jahr 1768 kam es unweit des damals bayerischen Mauerkirchen zum „Niedergang eines Meteoriten“. Am 20. November des Jahres fiel der mit 21,3 Kilogramm bis heute schwerste Steinmeteorit auf historisch bayerisches Territorium. Zugleich ist der Meteorstein von Mauerkirchen der größte Meteorit, der bisher auf dem heutigen Staatsgebiet von Österreich geborgen werden konnte. Das Hauptstück befindet sich heute im Museum Mineralogia München in München.

## Historischer Bericht
Mehrere Augenzeugen in Mauerkirchen, damals Rentamt Burghausen, heute Oberösterreich, beobachteten den niedergehenden Meteoriten:

„Das Wunder ist folgendes: Den 20ten November dieses Jahres abends nach 4 Uhr bey einem gegen Occident merklich verfinsterten Himmel hörten zu Maurkirchen verschiedene ehrliche Leute, welche darüber eidlich vernommen worden, ein ungewöhnliches Brausen und gewaltiges Krachen in der Luft, gleich einem Donner und Schießen mit Stucken. Unter diesem Luftgetümmel fiel ein Stein aus der Luft in des Georg Bart, Söldners, Feld herab. Dieser Stein machte, nach obrigkeitlichem Augenschein eine Grube von 2½ Schuh tief in die Erde.“

## Gestalt und Zusammensetzung
Der Meteorit wurde am Tag nach dem Fall von der Bäuerin Apollonia Bart gefunden. Danach wurde der Meteorit vermessen: Der Stein sei nicht ganz einen Schuh lang (rund 30 Zentimeter), und sechs Zoll breit (etwa 15 Zentimeter). Er wiege „38 Bayerische Pfunde“ (rund 21,3 Kilogramm). Er sei von einer 

„so weichen Materie, dass er sich mit Fingern zerreiben lässt. Die Farbe davon ist blaulecht [bläulich], mit einem weißen Flusse oder Fließerlein vermengt, außen aber ist er mit einer schwarzen Rinde überzogen.“

Der Meteoritenforscher Ernst Florens Friedrich Chladni nahm den Meteoriten 1803 in sein Chronologisches Verzeichniss der mit einem Feuermeteor niedergefallenen Stein- und Eisenmassen auf. In späterer Zeit analysierte der Geologe Carl Wilhelm von Gümbel den Stein ausführlich. Gümbel stellte ein mikroskopisches Dünnschliffbild des Meteoriten her und beschrieb die Hauptmasse des Steins als lichtgrau gefärbt und durch eingestreutes Meteoreisen schwarz punktiert. Er bestehe aus Olivin, Feldspat, Augit, sowie aus Meteor-, Schwefel- und Chromeisen.
Heute wird der Meteorit von Mauerkirchen als Gewöhnlicher Chondrit vom Typ L6 klassifiziert. Der Fundort liegt knapp 2 km nördlich von Mauerkirchen auf heutigem Gemeindegebiet von Burgkirchen.

## Verbleib der Bruchstücke
Die Hauptmasse des Meteoriten von Mauerkirchen wurde, gemeinsam mit dem gerichtlich beeideten Protokoll der Augenzeugen, an das Naturalienkabinett der königlichen Akademie der Wissenschaften München übergeben. Mit der Gründung der Staatlichen Naturwissenschaftlichen Sammlungen Bayerns im Jahr 1827 ging der Bestand der Akademie und damit auch der Meteorit von Mauerkirchen in die mineralogische Staatssammlung über. Weitere Bruchstücke, die 1869 aus dem Nachlass von König Ludwig I. der Mineralogischen Staatssammlung übereignet wurden, gingen bei einem Luftangriff im Zweiten Weltkrieg verloren. Im Gegensatz zu diesen Fragmenten (und zu anderen Stücken bayerischer Meteorite) überstand das größte Stück den Luftangriff, wohl weil es versehentlich an einem dafür nicht vorgesehenen Ort einsortiert worden war. Heute ist die Hauptmasse des Mauerkirchner Meteoriten mit einem Gewicht von 6,95 kg im Museum Mineralogia München der Staatlichen Naturwissenschaftlichen Sammlungen Bayerns in München ausgestellt.
Das zweitgrößte erhaltene, ursprünglich rund 4 Pfund schwere Stück, gelangte 1804 als Geschenk des damaligen Kurprinzen und späteren Königs Ludwig I. an seinen Lehrer Johann Friedrich Blumenbach nach Göttingen. Bruchstücke des Meteoriten sind heute in rund 80 Sammlungen und Museen auf der ganzen Welt zu besichtigen.

## Literatur

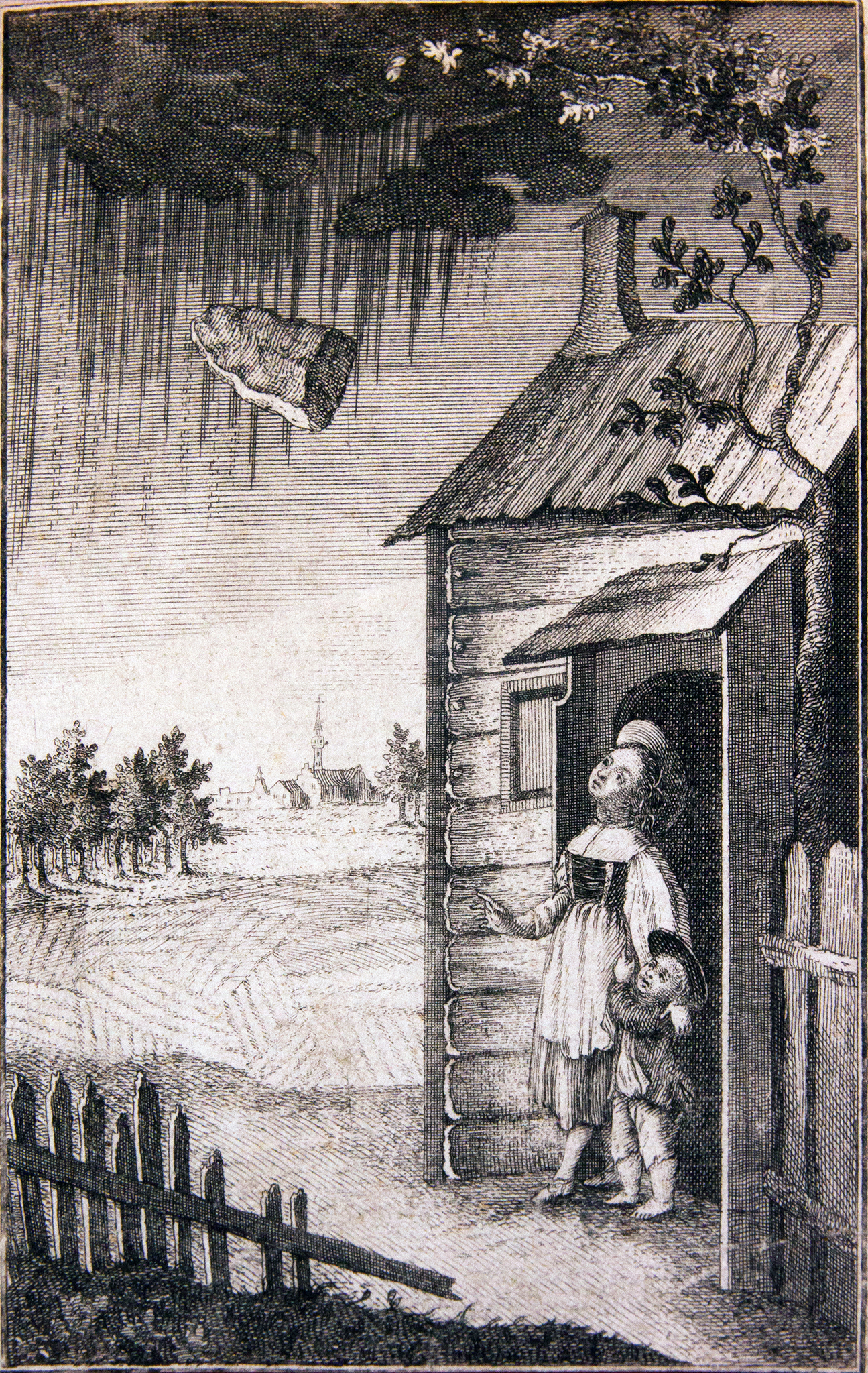
Darstellung des Meteoritenfalls von Mauerkirchen